# Central Única dos Trabalhadores
Die CUT ist die Central Única dos Trabalhadores, der größte gewerkschaftliche Dachverband Brasiliens. Sie wurde 1983 gegründet.
Sie hat (Stand 2016) 3806 Mitgliedsgewerkschaften auf nationaler, bundesstaatlicher und städtischer Ebene. In Brasilien sind die Gewerkschaften auf örtlicher oder regionaler Ebene nach Sparten organisiert. Damit steht sie für etwa 7,8 Millionen Mitglieder. Die gesamte Basis der Arbeiterschaft, die durch CUT vertreten ist, wird mit rund 24 Millionen Arbeitern angegeben.
Ihre Geschichte ist stark mit der Arbeiterpartei Brasiliens, der PT (Partido dos Trabalhadores), verbunden, beide Organisationen betonen aber ihre Unabhängigkeit voneinander.
Ihre Entstehung und schnelles Erstarken sind Ergebnis der machtvollen Streiks und Demonstrationen der Arbeiter, die Brasilien am Ende der 1970er und Anfang der 1980er Jahre erschütterten. Diese Kämpfe brachten die Militärdiktatur zum Wanken und bildeten den Anfang einer Entwicklung, die wenige Jahre später zu ihrem Ende führte.
Bei ihrer Gründung brach die CUT ausdrücklich jede formale Beziehung zu einem der bestehenden Weltgewerkschaftsbünde ab.